# 불개미아과
불개미아과(Formicinae)는 개미과에 속하는 곤충 분류군이다. 불개미아과의 개미들은 어느정도의 진화를 이룩하였으며 원시적인 특징이 조금 있는데 예를 들어 번데기가 고치가 있다거나 일개미에게 홑눈이 있다는 것 등이다. 이들 큰턱의 모양은 대체로 우리가 알고 있는 개미의 큰턱 모양과 큰 차이를 보이지 않으며 다만 Myrmoteras속과 Polyergus속의 개미들은 예외이다. 또 이들은 원시적 개미들과는 차이를 보이기도 하는데 예를 들어 노예를 이용한다거나 다른 생물과 공생을 한다는 점 등이다. 이들은 침은 퇴화하였으나 개미산을 만드는 기관은 발달하여 개미산을 많이 만든다.

## 하위 분류
- 왕개미족 (Camponotini)
- 불개미족 (Formicini)
- Gesomyrmecini
- Gigantiopini
- 풀잎개미족 (Lasiini)
- Melophorini
- Myrmecorhynchini
- Myrmelachistini
- Myrmoteratini
- Nostigmatini
- Oecophyllini
- 루리개미족 (Plagiolepidini)